# Claudio Servetti
Claudio Poul Servetti Rodríguez (Montevideo, 28 de noviembre de 1994-) es un futbolista uruguayo que juega como Defensa y milita actualmente en Rangers de la Primera B de Chile.

## Clubes
| Club                | País    | Año       |
| ------------------- | ------- | --------- |
| Basáñez             | Uruguay | 2015-2016 |
| Rampla Juniors      | Uruguay | 2017-2021 |
| → Oriental (cedido) | Uruguay | 2017      |
| Deportes Recoleta   | Chile   | 2022-2025 |
| Rangers             | Chile   | 2025-Act. |